# Lorna Cove
Die Lorna Cove (englisch; bulgarisch залив Лорна saliw Lorna) ist eine 1,12 km breite und 0,76 km lange Bucht an der Nordküste der Trinity-Insel im Palmer-Archipel vor der Antarktischen Halbinsel. Sie liegt westlich des Albatros Point und wird südwestlich vom Tower Hill überragt.
Britische Wissenschaftler kartierten sie 1978. Die bulgarische Kommission für Antarktische Geographische Namen benannte sie 2018 nach dem bulgarischen Trawler Lorna, der von den 1970er bis in die frühen 1990er Jahre zum Fischfang in den Gewässern um Südgeorgien, um die Kerguelen, um die Südlichen Orkneyinseln und  um die Südlichen Shetlandinseln tätig war.